# Constantin Adăscăliței
Constantin Adăscăliței (n. 18 septembrie 1967

) este un fost deputat român, ales în legislatura 2012-2016 din partea Partidului Social Democrat. În cadrul activității sale parlamentare, Constantin Adăscăliței a fost membru în grupurile parlamentare de prietenie cu Republica Turcia și Republica Kazahstan. Constantin Adăscăliței  a înregitrat 39 de luări de cuvânt în 37 de ședințe parlamentare. Constantin Adăscăliței a inițiat 53 de pripuneri legislative din care 18 au fost promulgate legi.  

## Controverse
Pe 7 iulie 2015 procurorii DNA l-au trimis în judecată pe Constantin Adăscăliței pentru infracțiunile de efectuare de operațiuni financiare incompatibile cu funcția, în formă continuată și folosire cu rea-credință a bunurilor sau a creditului de care se bucură societatea. 
Pe 7 octombrie 2019 Constantin Adăscăliței a fost achitat definitiv Înalta Curte de Casație și Justiție în acest dosar.